# 미성교통
신지교통은 부산광역시 부산진구에 있는 마을버스 운송업체이다.

## 차고지
- 부산광역시 부산진구 성지곡로 48 (초읍동) (본사)

## 운행 노선
- 부산진17번 (대진빌라 ~ 도시철도 동래역)
- 강서2번 (강서구청역 ~ 가락산업과학고(죽림))